# Segunda División 1977-1978 (Spagna)
L'edizione 1977-78 della Segunda División fu il quarantasettesimo campionato di calcio spagnolo di seconda divisione. Il campionato vide la partecipazione di 20 squadre raggruppate in un unico gruppo. Le prime tre della classifica furono promosse in Primera División mentre le ultime quattro furono retrocesse in Segunda División B.

## Classifica finale
|  |     | Classifica 1977-78  | Pt | G  | V  | N  | P  | GF | GS | DR  |
|  | --- | ------------------- | -- | -- | -- | -- | -- | -- | -- | --- |
|  | 1.  | Real Saragozza      | 50 | 38 | 20 | 10 | 8  | 68 | 46 | +22 |
|  | 2.  | Recreativo Huelva   | 46 | 38 | 18 | 10 | 10 | 51 | 33 | +18 |
|  | 3.  | Celta Vigo          | 46 | 38 | 15 | 16 | 7  | 51 | 31 | +20 |
|  | 4.  | Barakaldo           | 44 | 38 | 17 | 10 | 11 | 53 | 51 | +2  |
|  | 5.  | Real Murcia         | 40 | 38 | 16 | 8  | 14 | 58 | 55 | +3  |
|  | 6.  | Sabadell            | 40 | 38 | 16 | 8  | 14 | 46 | 50 | -4  |
|  | 7.  | Real Valladolid     | 39 | 38 | 14 | 11 | 13 | 44 | 48 | -4  |
|  | 8.  | Deportivo La Coruña | 39 | 38 | 13 | 13 | 12 | 63 | 47 | +16 |
|  | 9.  | Granada             | 38 | 38 | 15 | 8  | 15 | 46 | 44 | +2  |
|  | 10. | Osasuna             | 38 | 38 | 14 | 10 | 14 | 53 | 47 | +6  |
|  | 11. | Alavés              | 38 | 38 | 11 | 16 | 11 | 47 | 40 | +7  |
|  | 12. | Terrassa            | 37 | 38 | 13 | 11 | 14 | 46 | 52 | -6  |
|  | 13. | Malaga              | 37 | 38 | 13 | 11 | 14 | 41 | 42 | -1  |
|  | 14. | Castellón           | 35 | 38 | 10 | 15 | 13 | 34 | 37 | -3  |
|  | 15. | Real Jaén           | 35 | 38 | 9  | 17 | 12 | 38 | 42 | -4  |
|  | 16. | Getafe              | 35 | 38 | 12 | 11 | 15 | 32 | 44 | -12 |
|  | 17. | Real Oviedo         | 35 | 38 | 12 | 11 | 15 | 40 | 42 | -2  |
|  | 18. | Córdoba             | 32 | 38 | 8  | 16 | 14 | 37 | 46 | -9  |
|  | 19. | Tenerife            | 31 | 38 | 11 | 9  | 18 | 34 | 52 | -18 |
|  | 20. | Calvo Sotelo        | 25 | 38 | 8  | 9  | 21 | 43 | 76 | -33 |

## Verdetti
- Real Saragozza,  Recreativo Huelva e  Celta Vigo promosse in Primera División 1978-1979.
- Real Oviedo,  Córdoba,  Tenerife e  Calvo Sotelo retrocesse in Segunda División B 1978-1979.